# 权怡凤
权怡凤（英語：Quan Yi Fong；1974年3月1日—）是一位出生於中華民國的新加坡主持人兼女演員，後來已加入新加坡國籍並放棄中華民國國籍。

## 演藝生涯
權怡鳳於1992年加入新加坡廣播局（SBC）。1996年，她因在保齡球館鬧事以及無照駕駛，被新傳媒（TCS）解雇。
2000年，權怡鳳加入報業傳訊公司（SPH MediaWorks）。當報業傳訊與新傳媒合併後，她轉調至新傳媒，這也標誌著她在將近九年後重返該公司。
在2008年的亚洲电视大奖中，她榮獲最佳娛樂節目主持人獎。在红星大奖2005及紅星大獎2014中，她獲得最佳綜藝節目主持人獎。她也在紅星大獎2015中贏得最佳資訊節目主持人獎。從2017年到2019年，她連續三年獲得红星大奖最佳综艺及资讯节目主持人。她總共獲得過12次最佳综艺及资讯节目主持人的提名。

## 私人生活
權怡鳳於1998年與前新傳媒演員宏荣結婚，兩人是在拍攝電視劇《歡喜旅行社》時相識。 他們有一名女兒李凯馨，於1999年10月12日出生。權怡鳳與宏荣於2009年1月3日離婚，並共同撫養女兒。 權怡鳳曾表示，她已原諒前夫，兩人之間也不再有任何嫌隙。

## 爭議
1996年，權怡鳳因與一名保齡球館職員發生爭執，被罰款新幣1,000元。
2010年，權怡鳳被指控虐待計程車司機。據稱，她因司機沒有協助她搬運行李上車，並在一個路口急煞時將她往前甩而感到不滿。她隨後下車，踢車門，並踢向司機的腹股溝。之後，她鎖上車門並把車內弄得一團亂。 事後她聘請了苏峇士·阿南旦（英語：Subhas Anandan）作為辯護律師。 她被控兩項惡作劇罪和一項施以刑事武力罪。
2011年12月29日，權怡鳳在法庭上被判緩刑15個月。她被控破壞計程車的收費計和收據列印機，並將水潑灑在列印機上。另有兩項控罪——踢計程車右側乘客車門，以及推撞並企圖踢一名53歲計程車司機——亦被納入考量。
根據緩刑條件，她須接受心理治療和輔導課程。
2013年7月，權怡鳳再度與法律發生糾紛，她在斑馬線撞倒一名行人。她承認違反《公路交通法令》下的一項魯莽駕駛罪，被判罰款新幣800元並吊銷駕照三個月。

## 奖项纪录

### 主持奖项
| 年份 | 颁奖典礼           | 奖项                     | 节目名称             | 结果 |
| ---- | ------------------ | ------------------------ | -------------------- | ---- |
| 2005 | 第12届红星大奖2005 | 最佳综艺节目主持人       | 《缘来就是你》       | 獲獎 |
| 2006 | 第13届红星大奖2006 | 最佳综艺节目主持人       | 《什么艺思？》       | 提名 |
| 2007 | 第14届红星大奖2007 | 最佳综艺节目主持人       | 《省钱王》           | 提名 |
| 2009 | 第15届红星大奖2009 | 最佳综艺节目主持人       | 《心晴大动员》       | 提名 |
| 2010 | 第16届红星大奖2010 | 最佳综艺节目主持人       | 《抢摊大行动2》      | 提名 |
| 2014 | 第20届红星大奖2014 | 最佳综艺节目主持人       | 《寻U先锋》          | 獲獎 |
| 2015 | 第21届红星大奖2015 | 最佳综艺节目主持人       | 《爆料黑玫瑰2》      | 提名 |
| 2015 | 第21届红星大奖2015 | 最佳资讯节目主持人       | 《到底住哪里？》     | 獲獎 |
| 2016 | 第22届红星大奖2016 | 最佳综艺及资讯节目主持人 | 《名人。心货》       | 提名 |
| 2017 | 第23届红星大奖2017 | 最佳综艺及资讯节目主持人 | 《游市集》           | 獲獎 |
| 2018 | 第24届红星大奖2018 | 最佳综艺及资讯节目主持人 | 《不一样的旅店》     | 獲獎 |
| 2019 | 第25届红星大奖2019 | 最佳综艺及资讯节目主持人 | 《线人2》            | 獲獎 |
| 2021 | 第26届红星大奖2021 | 最佳综艺及资讯节目主持人 | 《权听你说》         | 獲獎 |
| 2021 | 第26届红星大奖2021 | 最佳综艺及资讯节目主持人 | 《怡凤和妹妹的厨房》 | 提名 |
| 2022 | 第27届红星大奖2022 | 最佳综艺及资讯节目主持人 | 《权听你说2》        | 獲獎 |
| 2023 | 第28届红星大奖2023 | 最佳综艺及资讯节目主持人 | 《权听你说3》        | 提名 |
| 2024 | 第29届红星大奖2024 | 最佳综艺及资讯节目主持人 | 《权听你说4》        | 獲獎 |

### 网络奖项
| 年份 | 颁奖典礼            | 奖项           | 代表作品                 | 结果 | 备注                                   |
| ---- | ------------------- | -------------- | ------------------------ | ---- | -------------------------------------- |
| 2011 | 第17届 红星大奖2011 | 最喜爱女角色   | 《爆料黑玫瑰》 饰演 摇摇 | 提名 |                                        |
| 2011 | 第17届 红星大奖2011 | 最喜爱综艺搭档 | 《心晴大动员2》          | 獲獎 | 与李铭顺                               |
| 2011 | 第17届 红星大奖2011 | 最喜爱综艺搭档 | 《爆料黑玫瑰》           | 提名 | 与庄米雪，周崇庆，许振荣，郭亮，陈汉玮 |
| 2022 | 第27届 红星大奖2022 | 最合拍搭档     | 《红星大奖2021》         | 提名 | 与郭亮                                 |

### 人气奖项
| 年份 | 颁奖典礼           | 奖项               | 结果 |
| ---- | ------------------ | ------------------ | ---- |
| 2005 | 第12届红星大奖2005 | 十大最受欢迎女艺人 | 獲獎 |
| 2006 | 第13届红星大奖2006 | 十大最受欢迎女艺人 | 獲獎 |
| 2007 | 第14届红星大奖2007 | 十大最受欢迎女艺人 | 獲獎 |
| 2009 | 第15届红星大奖2009 | 十大最受欢迎女艺人 | 獲獎 |
| 2010 | 第16届红星大奖2010 | 十大最受欢迎女艺人 | 獲獎 |
| 2011 | 第17届红星大奖2011 | 十大最受欢迎女艺人 | 獲獎 |
| 2013 | 第19届红星大奖2013 | 十大最受欢迎女艺人 | 獲獎 |
| 2014 | 第20届红星大奖2014 | 十大最受欢迎女艺人 | 獲獎 |
| 2015 | 第21届红星大奖2015 | 十大最受欢迎女艺人 | 獲獎 |
| 2016 | 第22届红星大奖2016 | 十大最受欢迎女艺人 | 獲獎 |
| 2017 | 第23届红星大奖2017 | 红星大奖超级红星   | 獲獎 |